# Elektroniker für Gebäudesystemintegration
Der Elektroniker für Gebäudesystemintegration ist ein staatlich anerkannter 3,5-jähriger Ausbildungsberuf im Handwerk. Der Ausbildungsberuf wurde im Jahr 2021 neu geschaffen.

## Ausbildungsdauer und Lernorte
Die Ausbildungszeit zum Elektroniker für Gebäudesystemintegration beträgt in der Regel dreieinhalb Jahre. Die Ausbildung erfolgt an den Lernorten Betrieb und Berufsschule.

## Struktur der Ausbildung
Der Beruf ist als Monoberuf strukturiert.
Elektroniker für Gebäudesystemintegration sind Elektrofachkräfte im Sinne der Unfallverhütungsvorschriften.

## Arbeitsgebiete
Elektroniker für Gebäudesystemintegration finden in Handwerksfirmen des elektro- und informationstechnischen Sektors Beschäftigung. Aber auch Industrieunternehmen, die im Bereich der Gebäudeautomation tätig sind und Hersteller elektrotechnischer Gebäudeausrüstung bieten Elektronikern für Gebäudesystemintegration interessante Arbeitsplätze an.
Elektroniker für Gebäudesystemintegration installieren und montieren Gebäudeautomationskomponenten. An die Montagephase schließt sich die Erstinbetriebnahme an. Dazu muss Software auf Controllern eingerichtet werden. Sobald gebäudetechnische Systeme im Betrieb sind, müssen diese regelmäßig gewartet und bei Bedarf repariert werden.
Aufgrund der voranschreitenden Digitalisierung müssen vorhandene gebäudetechnische Anlagen modernisiert und vernetzbare internetfähige Komponenten nachgerüstet werden. Bei Bedarf sind dann elektrische Versorgungs- und Datenleitungen zu verlegen, vermehrt finden jedoch auch funktechnische Systeme Einsatz.
Im Rahmen von Servicearbeiten müssen Elektroniker für Gebäudesystemintegration die von Sensoren gelieferten gebäudetechnischen Daten analysieren und bei Bedarf Parameter anlagenspezifisch modifizieren. Sollten sich Fehler in der anlagenspezifischen Controllersoftware herausstellen, müssen diese behoben werden.

## Fortbildungsmöglichkeiten
Im Rahmen von Fortbildung kann eine Meisterschule besucht werden, die auf die Meisterprüfung im Elektrotechniker-Handwerk vorbereitet. Alternativ kann ein Fortbildungslehrgang absolviert werden, der auf die Prüfung zum „Fachmann für kaufmännische Betriebsführung nach der Handwerksordnung“ vorbereitet.